# Ulstett

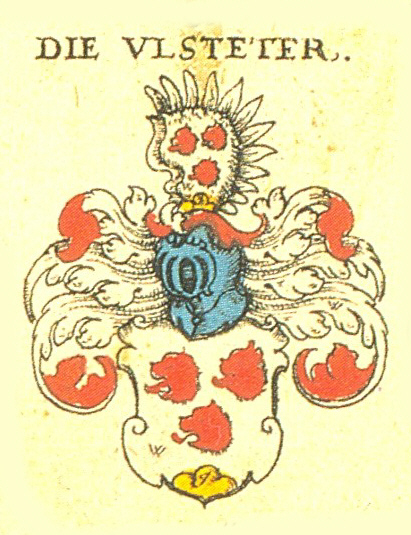
Wappen der Ulsetter in Johann Siebmachers Wappenbuch

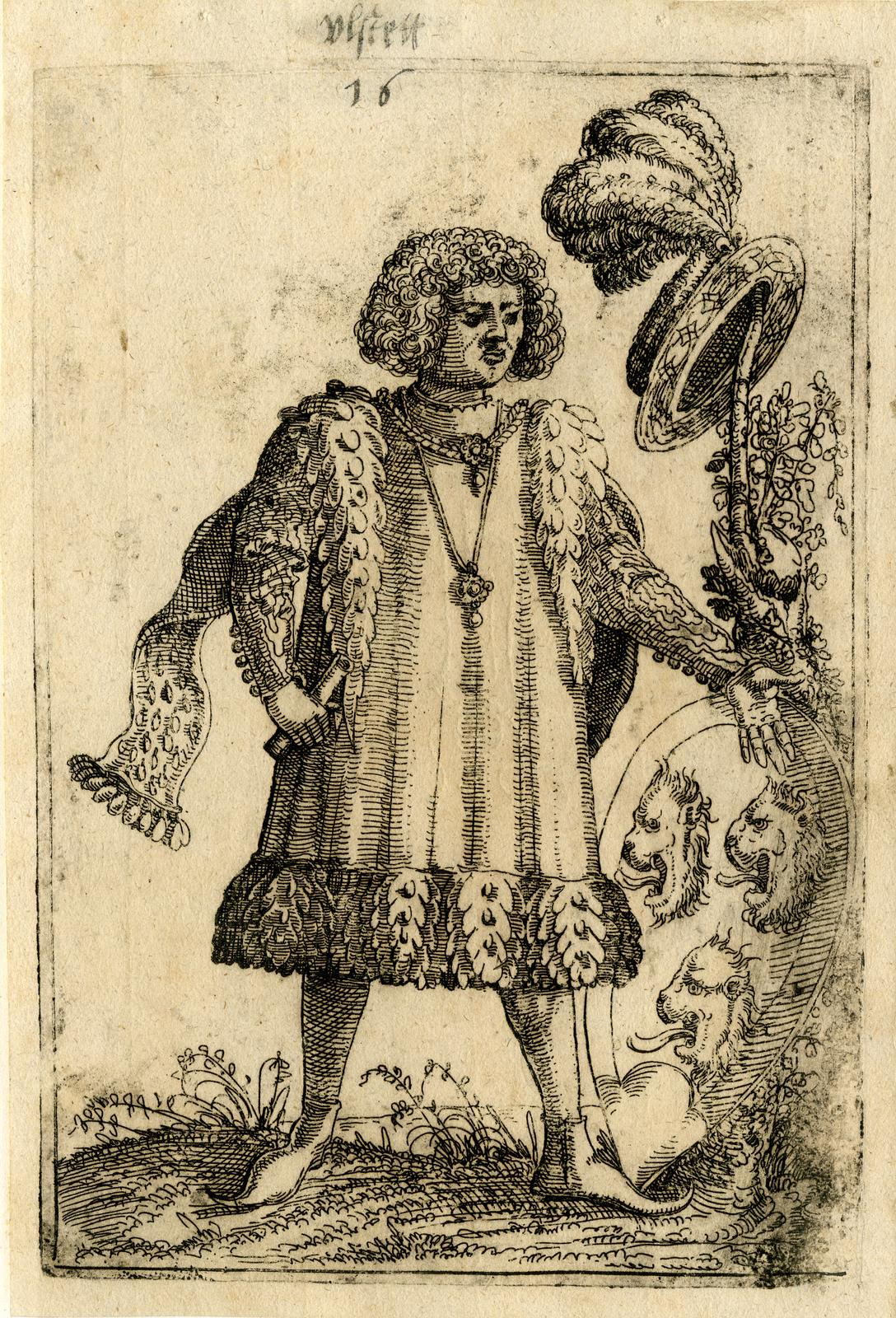
Wappen der Ulstett im Augsburger Geschlechterbuch von Hans Burgkmair dem Jüngeren, 1545/47

Die Ulstett(er) waren eine Kaufmannsfamilie aus Augsburg und Nürnberg. Die Familie war vor allem im Wechselgeschäft und Bergbau tätig. 1538 erfolgte die Aufnahme in das Augsburger Patriziat. Während die Nürnberger Linie frühzeitig erlosch, blühte die Augsburger Linie bis Anfang des 18. Jahrhunderts. 

## Geschichte
Der Augsburger Stadtpfleger Paul von Stetten gab als Herkunftsort Ulstett in Franken an. Dabei dürfte es sich um die heutige Gemeinde Uhlstädt-Kirchhasel handeln. Hermann Ulstetts Sohn Hans († 1418) zog nach Nürnberg und erhielt dort das Bürgerrecht. Dessen gleichnamiger Sohn, 1429 im großen Rat, erhielt von Kaiser Sigismund eine Wappenbesserung mit einem goldenen Dreiberg. Aus einer ersten Ehe mit Barbara Volkamer stammte wiederum ein Hans Ulstett und aus zweiter Ehe mit Barbara Arzt aus Augsburg, Georg, Ulrich und Paul Ulstett. Nach Paul von Stetten ist die Nürnberger Linie mit Hans Ulstetts verarmten Urenkeln erloschen. Als Gründer der Augsburger Linie gab von Stetten Georg Ulstett an. Die Ulstett begaben sich dort unter die Zünfte der Kaufleute. 1476 saß Georg Ulstett im großen Rat. Als bedeutendstes Mitglied fungierte der Enkel von Georg, Markus Ulstett († 1556), 1524 als Konsul und Handelstreibender in Venedig sowie 1530 als Zunft-Zwölfer der Kaufleute. 1538 wurde er in den Augsburger Geschlechterstand erhoben und 1548 zum Bürgermeister gewählt. Nach der Einführung der Regimentsordnung Karls V. ernannte man ihn 1548/49 zum Stadtpfleger. Seine Handelsgesellschaft mit Niederlassungen in mehreren europäischen Großstädten, darunter Venedig, wurden von seinen Söhnen Markus († 1571), David († 1586 in Jílové) und Paul Ulstett († 1575) weiter betrieben. Davon gab Markus Ulstett 1561 sein Bürgerrecht auf, kaufte es jedoch später wieder zurück. Sein Bruder David ernannte 1548 der Doge zum Mitglied des Ritterordens von San Marco. Philipp Ulstett reiste nach Stockholm, wo ihn der schwedische König Gustav II. Adolph zum Kammerjunker und Hauptmann erklärte. Darauf nahm man ihn in den schwedischen Adel auf. Das Geschlecht soll nach Paul von Steten in Augsburg 1716 erloschen sein.

## Besitzungen
1494 besaß Georg Ulstett ein Teil von Deubach. 1553 kaufte Markus Uhlstett das Lehen Gailenbach, das bis ca. 1567 Daniel Uhlstett gehörte. 